# Gustave Reese
Gustave Reese (Nova Iorque, 29 de novembro de 1899 — Berkeley, 7 de setembro  de 1977) foi um musicólogo e professor norte-americano. Reese é principalmente conhecido pelo seu trabalho sobre música medieval e renascentista, particularmente com suas duas publicações Music in the Middle Ages (1940) e Music in the Renaissance (1954); esses dois livros permanecem como a referência padrão para essas duas eras, com material bibliográfico preciso e completo, permitindo com que quase todo pedaço de música mencionado seja traçado a uma fonte original.
Reese era um acadêmico ávido e tinha interesses em muitas áreas além da música, inclusive artes, arquitetura e literatura. Ele também é notável por não ter uma formação musicológica formal. Ele estudou direito na Universidade de Nova Iorque, graduando em 1921. Apesar de ter sido admitido no New York State Bar, ele optou por se rematricular e cursar um bacharelado em música pela mesma universidade, que ele conseguiu em 1930. Em 1927, no entanto, ele já dava aulas sobre música medieval e renascentista na universidade. Ele continuou lecionando intermitentemente até 1974, tendo se tornado Professor Emérito em 1973. ele também serviu como professor visitante em muitas universidades, inclusive Universidade Harvard, Universidade Duke, Universidade da Califórnia em Los Angeles (UCLA). Universidade do Sul da Califórnia (USC), Universidade de Michigan, Universidade de Oxford e na Juilliard School.
Foi um membro-fundador da Sociedade Americana de Musicologia (AMS, sigla em inglês) desde 1934, servindo como seu primeiro secretário (1934-1946). ele se tornou vice-presidente em 1946 e presidente da organização em 1950. Ele também ocupou posições na Sociedade Internacional de Musicologia (IMS, sigla em inglês), na Renaissance Society of America e na Plainsong and Medieval Music Society.
Também ativo na indústria editorial, ele encabeçou o departamento de publicações da editora especializada G. Schirmer (1940-1945) e também foi diretor de publicações de outra editora especializada chamada Carl Fischer (1945-1955). Além disso ele foi editor do prestigiado journal de Oxford, The Musical Quarterly entre 1933 e 1945.
Gustave Reese teve um profundo impacto em gerações de estudantes de música através da sua maneira iluminada e passional de ensinar. Ele deixou um legado valioso em Music in the Middle Ages e Music in the Renaissance, traduzidos para a língua espanhola em 1989 e 1995, respectivamente, pela editora espanhola Alianza. Esses dois pilares tem incitado um renascimento do interesse e pesquisa acadêmica em música antiga. Ele é frequentemente percebido como tendo "subido o nível" da erudição musicológica com suas pesquisas minuciosa e bibliografias abrangentes.
Reese era casado com uma administradora de arte, autora e editora de livros de receita, Carol Truax, de 1974 a 1977.

## Publicações
- Music in the Middle Ages: With an introduction on the music of ancient times. New York, W.W. Norton & Co., Inc., 1940. ISBN 0-393-09750-1
- Music in the Renaissance.  New York, W.W. Norton & Co., Inc., 1954. ISBN 0-393-09530-4
- Essays in musicology in honor of Dragan Plamenac on his 70th birthday. Pittsburgh, University of Pittsburgh Press, c1969. ISBN 0-8229-1098-5
- Fourscore Classics of Music Literature.  New York, Da Capo Press, 1970. ISBN 0-306-71620-8
- A compendium of musical practice. New York, Dover Publications, 1973.  ISBN 0-486-20912-1
- Aspects of Medieval and Renaissance Music. New York, Pendragon Press, 1978 (c1966).  ISBN 0-918728-07-X
- The New Grove High Renaissance Masters: Josquin, Palestrina, Lassus, Byrd, Victoria.  London, Macmillan, 1984. ISBN 0-333-38237-4; New York, W.W. Norton & Co., Inc., 1984.  ISBN 0-393-01689-7